# 2009-es Junior Eurovíziós Dalfesztivál
A 2009-es Junior Eurovíziós Dalfesztivál (ukránul: Дитячий пісенний конкурс Євробачення 2009, latin átírással: Dytyachyy pisennyy konkurs Yevrobachennya 2009, angolul: Junior Eurovision Song Contest 2009) volt a hetedik Junior Eurovíziós Dalfesztivál, amit az ukrán fővárosban, Kijevben rendeztek. A verseny pontos helyszíne a Kijevi Sportpalota volt. A versenyre 2009. november 21-én került sor. Az Eurovíziós Dalfesztivállal ellenben itt nem az előző évi győztes rendez, hanem pályázni kell a rendezés jogára, azonban az előző év győztese előnyt élvez a rendezési jog megszerzésében. 2008-as Junior Eurovíziós Dalfesztivál a grúz Bzikebi együttes győzelmével zárult, akik a Bzzz…című dalt adták elő Limassolban.
15 ország erősítette meg a részvételét a dalfesztiválra, Svédország egy kihagyott év után visszatért, míg Bulgária, Görögország és Litvánia visszaléptek.
A verseny győztese az Hollandiát képviselő Ralf Mackenbach lett, aki 121 pontot összegyűjtve nyerte meg a döntőt, az ország első győzelmét aratva. A Click Clack című dal összesen három országtól kapott maximális 12 pontot. A második helyen holtversenyben Örményország, és Oroszország végeztek. Belgium megszerezte legjobb eredményét, ami a negyedik helyet jelenti, míg Románia legrosszabb eredményét érte el, ők utolsó helyen végeztek.

## A helyszín és a verseny témája
| Ukrajna Kijev |

Az Eurovíziós Dalfesztivállal ellenben itt nem az előző évi győztes rendez, hanem pályázni kell a rendezés jogára, azonban az előző év győztese előnyt élvez a rendezési jog megszerzésében.
Az Európai Műsorsugárzók Uniója nyílt pályázatot hirdetett a közszolgálati műsorsugárzóknak a dalfesztivál rendezésére. Eredetileg 2007 nyarán a svéd TV4 pályázatot nyújtott be, azonban később visszavonták, miután a visszalépés mellett döntöttek a 2008-as versenyről. Összesen három ország, Fehéroroszország, Szerbia és Ukrajna pályázott a rendezési jogért.
2008. június 6-án az EBU bejelentette, hogy a Nacionalna Telekompanyija Ukrajini (NTU) kapta meg a jogot a 2009-es gyermek verseny megrendezésére. Ekkor vált hivatalossá, hogy a Kijev ad otthont a gyermek versenynek.
A verseny pontos helyszíne a Kijevben található Sportpalota volt, amely 10 000 fő befogadására alkalmas. Érdekesség, hogy 2005-ben itt rendezték az Eurovíziós Dalfesztivált.
A verseny logója Maria Primachenko, ukrán festőművész Élet napraforgója című alkotásán alapul. A dalfesztivál szlogene a For the Joy of People (magyarul: Az emberek örömére) volt, amellyel a műsor koncepciója is az ukrán népművészetben és gyerekek által készített rajzokban nyilvánult meg.

## Műsorvezetők
A dalfesztivál műsorvezetőit 2009. október 22-én jelentették be Ani Lorak Timur Miroshnychenko és Dmitro Borodin személyében. Közülük Dmitro a Green Roomban kapott szerepet.
Ani ukrán pop énekesnő, aki 2008-ban képviselte Ukrajnát a belgrádi Eurovíziós Dalfesztiválon. Dalával, a Shady Lady-vel második helyezést ért el.
Timur televíziós műsorvezető, valamint a felnőttek a gyermek Eurovíziók kommentátora. Később, a 2013-as Junior Eurovíziós Dalfesztivál társműsorvezetője volt Zlata Ognevich-el, valamint a 2017-es Eurovíziós Dalfesztivál műsorvezetője a Green Roomban.

## A résztvevők
Az Európai Műsorsugárzók Uniója 2009. június 8-án bejelentette, hogy 13 ország vesz részt a dalversenyen.
Egy év kihagyás után tért vissza Svédország, míg három ország visszalépett. Bulgária, az előző évben megszerzett rossz eredményére, Görögország, a dalverseny megítélésére, Litvánia pedig pénzügyi problémákra hivatkozva.
Így tizenhárom ország alkotta a 2009-es Junior Eurovíziós Dalfesztivál mezőnyét, amely kettővel kevesebb, mint az előző évben. Az előző évekhez képest ez volt a legalacsonyabb résztvevői szám.
Érdekesség, hogy a Svédországot képviselő Mimmi Sandén, az előző két svéd indulók, Molly Sandén (2006) és Frida Sandén (2007) testvére.
| Ország           | Műsorsugárzó | Előadó              | Dal                            | Nyelv          | Dalszerző(k)                                                             |
| ---------------- | ------------ | ------------------- | ------------------------------ | -------------- | ------------------------------------------------------------------------ |
| Belgium          | VTR          | Laura Omloop        | Zo verliefd(Yodelo)            | holland        | Alain Vande Putte Laura Omloop Miguel Wiels Peter Gillis                 |
| Ciprus           | CyBC         | Rafaella Costa      | Thalassa, helios, aeras, fotia | görög          | Martha Paradisioti Rafaella Costa                                        |
| Fehéroroszország | BTRC         | Yury Demidovich     | Volshebnyy krolik              | orosz          | Yury Demidovich                                                          |
| Grúzia           | GPB          | Princesses          | Lurji prinveli                 | grúz, angol    | Elene Makashvili Irina Sanikidze Liza Kenia Zaza Tsurtsumia              |
| Hollandia        | AVRO         | Ralf Mackenbach     | Click Clack                    | holland, angol | Ralf Mackenbach                                                          |
| Macedónia        | MRT          | Sara Markoska       | Za ljubovta                    | macedón        | Sara Markoska                                                            |
| Málta            | PBS          | Francesca & Mikaela | Double Trouble                 | angol          | Francesca Sciberras Mikaela Bajjada                                      |
| Oroszország      | VGTRK        | Ekaterina Ryabova   | Malenkiy prints                | orosz          | Ekaterina Ryabova                                                        |
| Örményország     | AMPTV        | Luara Hayrapetyan   | Barcelona                      | örmény         | Luara Hayrapetyan                                                        |
| Románia          | TVR          | Ioana Bianca Anuța  | Ai puterea în mâna ta          | román          | Ioana Bianca Anuța                                                       |
| Svédország       | TV4          | Mimmi Sandén        | Du                             | svéd           | Alexander Kronlund Ali Payami Mimmi Sandén                               |
| Szerbia          | RTS          | Ništa lično         | Onaj pravi                     | szerb          | Aleksandar Graić Anica Cvetković                                         |
| Ukrajna          | NTU          | Andranik Alexanyan  | Try topoli, try surmy          | ukrán          | Anastasiya Kravchenko Andranik Alexanyan Maria Kravchenko Sophia Zlotnyk |

## A versenyt megelőző időszak

### Nemzeti válogatók
A versenyre nevező 13 ország közül 12 nemzeti döntő keretein belül, 1 belső kiválasztással választotta ki indulóját.
Az indulók közül Belgium, Ciprus, Fehéroroszország, Grúzia, Hollandia, Litvánia, Macedónia, Málta, Oroszország, Örményország, Románia, Szerbia és Ukrajna apróbb változtatásokkal ugyanazt azt a nemzeti döntőt rendezte meg, mint az előző évben.
A visszatérő Svédország belső kiválasztással választotta ki indulóját.
| Ország           | Választás módszere | Válogató / Bemutató műsor                    | Közvetítő csatorna | Kiválasztás / Bemutatás dátuma | Kiválasztás / Bemutatás dátuma |
| Ország           | Választás módszere | Válogató / Bemutató műsor                    | Közvetítő csatorna | Előadó                         | Dal                            |
| ---------------- | ------------------ | -------------------------------------------- | ------------------ | ------------------------------ | ------------------------------ |
| Belgium          | nemzeti döntő      | Junior Eurosong                              | VRT                | 2009. szeptember 26.           | 2009. szeptember 26.           |
| Ciprus           | nemzeti döntő      | Nem volt külön elnevezése a válogatóműsornak | RIK 1              | 2009. október 3.               | 2009. október 3.               |
| Fehéroroszország | nemzeti döntő      | Song For Eurovision                          | Belarusz-1         | 2009. szeptember 10.           | 2009. szeptember 10.           |
| Grúzia           | nemzeti döntő      | Nem volt külön elnevezése a válogatóműsornak | 1TV                | 2009. szeptember 26.           | 2009. szeptember 26.           |
| Hollandia        | nemzeti döntő      | Junior Songfestival                          | Nederland 2        | 2009. október 3.               | 2009. október 3.               |
| Macedónia        | nemzeti döntő      | Dečja pesna Eurovizije                       | MRT1               | 2009. szeptember 26.           | 2009. szeptember 26.           |
| Málta            | nemzeti döntő      | Junior Eurosong                              | TVM                | 2009. szeptember 12.           | 2009. szeptember 12.           |
| Oroszország      | nemzeti döntő      | Nem volt külön elnevezése a válogatóműsornak | Rosszija 1         | 2009. május 31.                | 2009. május 31.                |
| Örményország     | nemzeti döntő      | Nem volt külön elnevezése a válogatóműsornak | H1                 | 2009. július 11.               | 2009. július 11.               |
| Románia          | nemzeti döntő      | Selecţia Naţională Eurovision Junior         | TVR1               | 2009. szeptember 19.           | 2009. szeptember 19.           |
| Svédország       | belső kiválasztás  | Bingolotto                                   | TV4                | 2009. szeptember 26.           | 2009. szeptember 26.           |
| Szerbia          | nemzeti döntő      | Izbor za dečju pesmu Evrovizije              | RTS1               | 2009. szeptember 19.           | 2009. szeptember 19.           |
| Ukrajna          | nemzeti döntő      | Nem volt külön elnevezése a válogatóműsornak | NTU                | 2009. június 14.               | 2009. június 14.               |

## Döntő
| #   | Ország           | Előadó              | Dal                            | Magyar fordítás              | Helyezés | Pontszám |
| --- | ---------------- | ------------------- | ------------------------------ | ---------------------------- | -------- | -------- |
| 01. | Svédország       | Mimmi Sandén        | Du                             | Te                           | 6.       | 68       |
| 02. | Oroszország      | Ekaterina Ryabova   | Malenkiy prints                | A kis herceg                 | 2.       | 116      |
| 03. | Örményország     | Luara Hayrapetyan   | Barcelona                      | —                            | 2.       | 116      |
| 04. | Románia          | Ioana Bianca Anuța  | Ai puterea în mâna ta          | A hatalom a kezedben van     | 13.      | 19       |
| 05. | Szerbia          | Ništa lično         | Onaj pravi                     | Az igazi                     | 10.      | 34       |
| 06. | Grúzia           | Princesses          | Lurji prinveli                 | A kék madár                  | 7.       | 68       |
| 07. | Hollandia        | Ralf Mackenbach     | Click Clack                    | Klikk-klakk                  | 1.       | 121      |
| 08. | Ciprus           | Rafaella Costa      | Thalassa, helios, aeras, fotia | Tenger, nap, levegő, tűz     | 11.      | 32       |
| 09. | Málta            | Francesca & Mikaela | Double Trouble                 | Kettős baj                   | 8.       | 55       |
| 10. | Ukrajna          | Andranik Alexanyan  | Try topoli, try surmy          | Három nyárfa, három trombita | 5.       | 89       |
| 11. | Belgium          | Laura Omloop        | Zo verliefd (Yodelo)           | Annyira szerelmesen (Yodelo) | 4.       | 113      |
| 12. | Fehéroroszország | Yury Demidovich     | Volshebnyy krolik              | A varázslatos nyúl           | 9.       | 48       |
| 13. | Macedónia        | Sara Markoska       | Za ljubovta                    | A szerelemért                | 12.      | 31       |

## A szavazás és a nemzetközi közvetítések

### A szavazás
A szavazás kezdete előtt a dalfesztivál igazgatója, Svante Stockselius, megerősítette, hogy a szavazás a szabályok szerint történt és megvannak az eredmények. Ezután az összes résztvevő országot 12 ponttal jutalmazta.
A szavazás a fellépési sorrendben történt. Az első pontok 1-5-ig automatikusan megjelentek a képernyőn, a pontbejelentők csak a 6-8, 10 és 12 pontot közölték. Az első szavazó ország Svédország volt, akik Hollandiának adták a legtöbb pontot. Ezután Oroszországot kapcsolták, tőlük Örményország kapott 12 pontot, ezzel a táblázat elejére került, azonban nem sokáig, ugyanis a következő szavazó ország Örményország volt, akik magukra nem szavazhattak. Ekkor Ukrajna megszerezte első és egyetlen 12 pontját, azonban Hollandia volt az élen 40 ponttal. Románia is Hollandiának, Szerbia viszont Belgiumnak adta maximális pontját. Ekkor még mindig Hollandia vezetett, összesen 60 ponttal. Grúzia a szomszédjának, Örményországnak adta 12 pontját, ezennel az örmények feljöttek harmadik helyre Hollandia és Belgium után. Hollandia szavazása után megváltoztak az eredmények, Örményország és Belgium is megelőzte őket. Utóbbi kapta a 12 pontot Hollandiától. Ezután a tavalyi házigazda, Ciprus szavazott. Ők Örményországnak adták legmagasabb pontjukat, ezennel újra az élre került a kaukázusi ország. Nem sokkal később  azonban ismét Belgium volt újra az élen, mivel Málta nekik adta 12 pontját. Ezután a házigazda Ukrajna szavazott, akik Oroszországot jutalmazták meg a legtöbb ponttal. Azonban ezzel az oroszok a negyedik pozícióban erősítették helyüket, míg Örményország visszaszerezte a vezetést. Belgium visszaadta Hollandiának a 12 pontot, míg Örményország 10 pontot kapott tőlük. Ezzel mindkét ország 100 pont felett járt, Hollandia második helyen 104, Örményország első helyen 107 ponttal. Ezután Oroszország kapott 12 pontot Fehéroroszországtól, azonban nem történt változás az élen. Azonban Macedónia szavazása után Hollandia visszavette a vezetést annak ellenére, hogy Belgium kapta 12 pontot. Ezzel Hollandia 121 ponttal megnyerte a versenyt, míg Örményország és Oroszország holtversenyben a második helyezett lett. Utolsó helyen pedig Románia végzett.

### Ponttáblázat

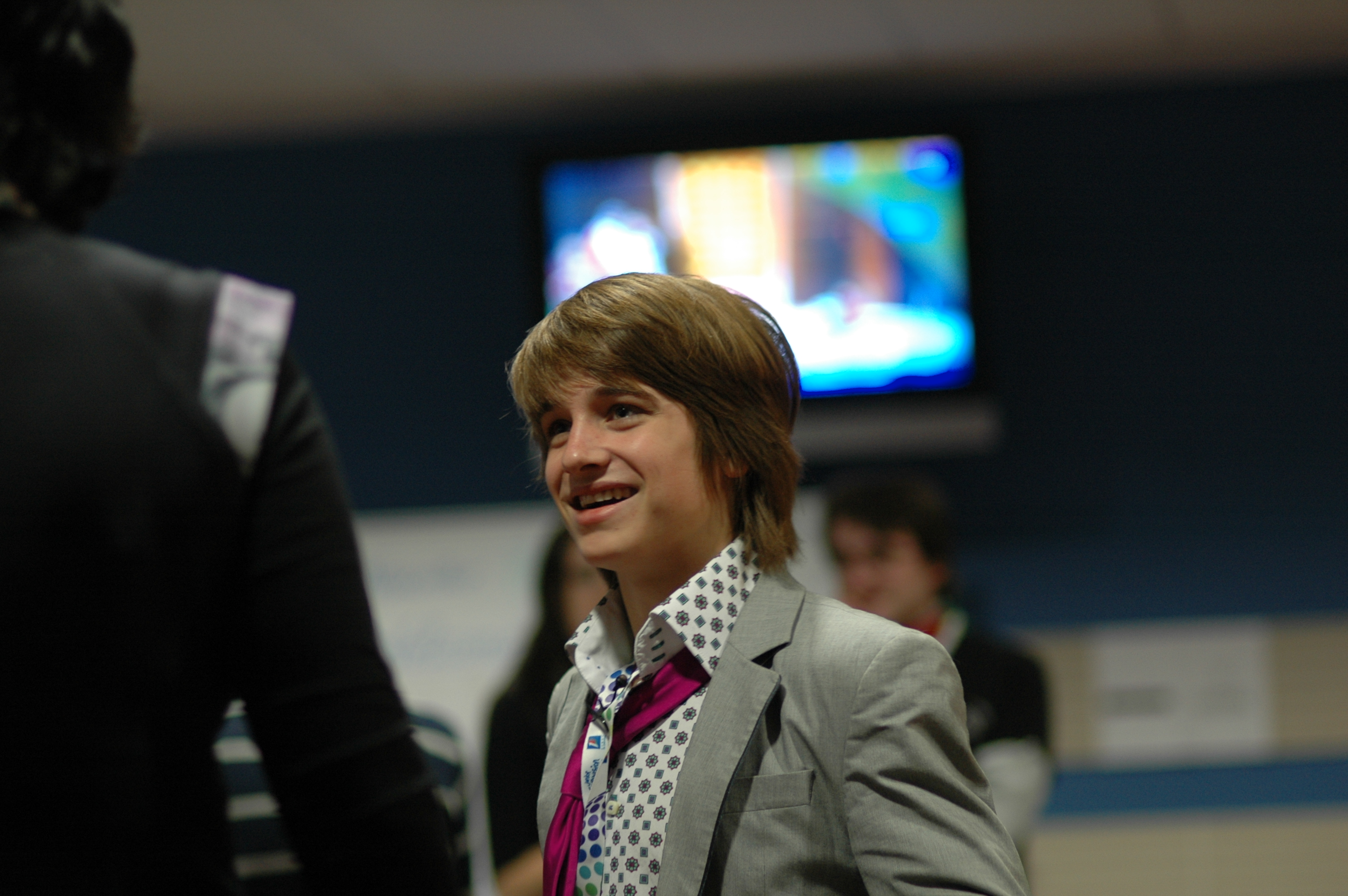
Ralf Mackenbach, a verseny győztese Hollandiából

|                  | Szavazók | Szavazók   | Szavazók    | Szavazók     | Szavazók | Szavazók | Szavazók | Szavazók  | Szavazók | Szavazók | Szavazók | Szavazók | Szavazók         | Szavazók  | Szavazók |
| Össz             | +12      | Svédország | Oroszország | Örményország | Románia  | Szerbia  | Grúzia   | Hollandia | Ciprus   | Málta    | Ukrajna  | Belgium  | Fehéroroszország | Macedónia |          |
| ---------------- | -------- | ---------- | ----------- | ------------ | -------- | -------- | -------- | --------- | -------- | -------- | -------- | -------- | ---------------- | --------- | -------- |
| Svédország       | 68       | 12         |             | 4            | 5        | 2        | 5        | 3         | 6        | 2        | 5        | 4        | 7                | 5         | 8        |
| Oroszország      | 116      | 12         | 6           |              | 10       | 8        | 10       | 7         | 7        | 10       | 7        | 12       | 8                | 12        | 7        |
| Örményország     | 116      | 12         | 10          | 12           |          | 6        | 7        | 12        | 10       | 12       | 6        | 10       | 10               | 8         | 1        |
| Románia          | 19       | 12         | 1           |              |          |          |          |           | 1        |          | 2        |          |                  |           | 3        |
| Szerbia          | 34       | 12         | 2           | 1            | 3        | 3        |          | 2         |          | 3        |          | 3        |                  | 1         | 4        |
| Grúzia           | 68       | 12         | 3           | 5            | 6        | 7        | 1        |           | 4        | 7        | 10       | 6        | 5                | 2         |          |
| Hollandia        | 121      | 12         | 12          | 8            | 8        | 12       | 8        | 8         |          | 8        | 8        | 8        | 12               | 7         | 10       |
| Ciprus           | 32       | 12         | 7           | 3            | 2        | 1        |          | 1         |          |          | 1        |          | 2                | 3         |          |
| Málta            | 55       | 12         |             | 2            | 4        | 4        | 4        | 4         | 8        | 4        |          | 1        | 6                | 4         | 2        |
| Ukrajna          | 89       | 12         | 4           | 7            | 12       | 10       | 2        | 10        | 5        | 5        | 4        |          | 3                | 10        | 5        |
| Belgium          | 113      | 12         | 8           | 10           | 7        | 5        | 12       | 6         | 12       | 6        | 12       | 5        |                  | 6         | 12       |
| Fehéroroszország | 48       | 12         |             | 6            | 1        |          | 3        | 5         | 3        | 1        |          | 7        | 4                |           | 6        |
| Macedónia        | 31       | 12         | 5           |              |          |          | 6        |           | 2        |          | 3        | 2        | 1                |           |          |

### 12 pontos országok
| Darab | Jutalmazott ország | Szavazó ország                       |
| ----- | ------------------ | ------------------------------------ |
| 4     | Belgium            | Hollandia, Macedónia, Málta, Szerbia |
| 3     | Hollandia          | Belgium, Románia, Svédország         |
| 3     | Örményország       | Ciprus, Grúzia, Oroszország          |
| 2     | Oroszország        | Fehéroroszország, Ukrajna            |
| 1     | Ukrajna            | Örményország                         |

### Pontbejelentők
A pontbejelentők között volt a belga Oliver, a holland Marissa és máltai Daniel Testa, akik az előző évben, és a szerb Nevena Božović, aki 2007-ben képviselte hazáját.
| 1. Svédország - Elise Mattison 2. Oroszország - Philip Masurov 3. Örményország - Razmik Arghajanyan 4. Románia - Iulia Ciobanu 5. Szerbia - Nevena Božović 6. Grúzia - Ana Davitaia 7. Hollandia - Marissa | 1. Ciprus - Yiorgos Ioannides 2. Málta - Daniel Testa 3. Ukrajna - Marietta 4. Belgium - Oliver 5. Fehéroroszország - Arina Aleshkevich 6. Macedónia - Jovana Krstevska |

### Kommentátorok
A döntőt az interneten élőben közvetítették kommentár nélkül a verseny hivatalos weboldalán is.
| Ország              | Kommentátor                               | Közvetítő csatorna        |
| Részt vevő országok | Részt vevő országok                       | Részt vevő országok       |
| ------------------- | ----------------------------------------- | ------------------------- |
| Belgium             | Kristien Maes és Ben Roelants (hollandul) | VRT                       |
| Ciprus              | Kyriakos Pastides                         | RIK 1, RIK Sat,           |
| Fehéroroszország    | Denis Kurian                              | Belarusz-1                |
| Grúzia              | Sophia Avtunashvili                       | 1TV                       |
| Hollandia           | Sipke Jan Bousema                         | Nederland 1               |
| Macedónia           | Ivona Bogoevska                           | MTV 1, MKTV Sat           |
| Málta               | Valerie Vella                             | TVM                       |
| Oroszország         | Olga Shelest                              | Rosszija 1                |
| Örményország        | Gohar Gasparyan                           | H1                        |
| Románia             | Ioana Isopecu és Alexandru Nagy           | TVR1, TVRi                |
| Svédország          | Johanna Karlsson                          | TV4 (késleltetéssel)      |
| Szerbia             | Duška Vučinić-Lučić                       | RTS2, RTS Sat             |
| Ukrajna             | Mariya Orlova                             | NTU                       |
| További országok    |                                           |                           |
| Ausztrália          | Kommentár nélkül                          | SBS (2010. április 14-én) |
| Azerbajdzsán        | N/A                                       | İTV                       |
| Bosznia-Hercegovina | Dejan Kukrić                              | BHT 1                     |

## Térkép

Részt vevő országok
Országok, melyek korábban részt vettek, de ebben az évben nem

## Lásd még
- 2009-es Eurovíziós Dalfesztivál

## Külső hivatkozások
- A verseny hivatalos oldala
- A 2009-es verseny adatlapja a junioreurovision.tv-n